# Sheek Louch
Sheek Louch (nacido como Shawn Jacobs, 9 de noviembre de 1976) es un rapero estadounidense de Yonkers (Nueva York), que alcanzó la fama como miembro de The Lox, un grupo de hip hop que grababa bajo el sello discográfico de P. Diddy Bad Boy Records, antes de renombrarlo a D-Block.
Sheek ha sacado dos álbumes en solitario, Walk witt Me y After Taxes, y ha tenido disputas con los artistas de Roc-a-Fella Beanie Sigel y Jay-Z, y con 50 Cent y G-Unit.

## Discografía

### Álbumes de estudio
- Walk witt Me (2003)
- After Taxes (2005)
- Silverback Gorilla (2008)
- Life on D-Block (2009)
- Donnie G: Don Gorilla (2010)
- Silverback Gorilla 2 (2015)

### Colaboraciones
- Wu Block (con Ghostface Killah) (2012)

- Datos: Q720622